# Kuppe, Nagamangala
Kuppe là một làng thuộc tehsil Nagamangala, huyện Mandya, bang Karnataka, Ấn Độ.